# باستا رایمز
ترِوُر تاهیم اسمیت جی‌آر (به انگلیسی: Trevor Tahiem Smith, Jr) با نام هنری باستا رایمز (به انگلیسی: Busta Rhymes) (زاده ۲۰ مه ۱۹۷۲ در بروکلین) خواننده رپ و بازیگر اهل ایالات متحده آمریکا است. باستا جزو نخستین رپرهایی است که فست رپ (Fastest Rap) را به دنیای رپ و هیپ هاپ ارائه کرد، و می‌توان از او به عنوان غول ساحل شرقی (نیویورک) نام برد.

## گزیده فیلمشناسی
از فیلم‌ها یا برنامه‌های تلویزیونی که وی در آن نقش داشته‌است می‌توان به آثار زیر اشاره کرد.
- نقطه فروپاشی (۲۰۰۹)
- شفت (۲۰۰۰)
- یافتن فارستر (۲۰۰۰)
- آموزش برتر (۱۹۹۵)